# El pájaro de la felicidad
El pájaro de la felicidad és una pel·lícula espanyola de 1993, dirigida per Pilar Miró amb guió de Mario Camus i que tracta de la solitud d'una dona madura. Es va projectar en la secció Un Certain Regard del 46è Festival Internacional de Cinema de Canes.

## Argument
Carmen, una dona d'uns 50 anys, pintora de professió, sofreix un intent de violació després de visitar al seu únic fill. Davant el trastorn psicològic i la indiferència de la seva parella, Fernando, decideix refugiar-se en el passat fins que coneix un professor de literatura.

## Repartiment
- Mercedes Sampietro - Carmen
- Aitana Sánchez-Gijón - Nani
- José Sacristán - Eduardo
- Carlos Hipólito - Enrique Jr.
- Lluís Homar - Fernando
- Daniel Dicenta - Enrique
- Mari Carmen Prendes - Mare
- Jordi Torras - Pare
- Asunción Balaguer - Senyora Rica
- Ana Gracia - Noia Agència
- Eulàlia Ramon - Elisa
- Antonio Canal - Sergio
- Felipe Vélez - Assaltant
- Diego Carvajal - Mauro
- Rafael Ramos de Castro - Ajudant Direcció
- Gabriel Garbisu - Carlos

## Premis
VIII Premis Goya
| Categoria         | Persona           | Resultat  |
| ----------------- | ----------------- | --------- |
| Millor fotografia | José Luis Alcaine | Guanyador |
| Millor so         | Carlos Faruolo    | Candidat  |